# 精華町立精華台小学校
精華町立精華台小学校（せいかちょうりつ せいかだいしょうがっこう）は京都府相楽郡精華町精華台一丁目にある公立小学校である。21世紀に開校し、2018年現在町内で一番新しい小学校であり、児童数は597名（平成29年度）。

## 沿革
- 1999年（平成11年）12月 - 着工。
- 2001年（平成13年）
  - 4月1日 - 創立。
  - 4月5日 - 竣工式挙行。
  - 4月6日 - 開校式挙行。
  - 9月11日 - PTA発足。
- 2002年（平成14年）
  - 2月22日 - 校歌発表会開催。
  - 6月 - 普通教室に扇風機を設置。
- 2003年（平成15年）
  - 4月1日 - 児童増に伴う校舎増築工事着工。同日、障害児学級「わかば学級」開設
  - 8月29日 - 南校舎竣工（2階建8教室）。
- 2004年（平成16年）
  - 8月1日 - 乳児院・児童養護施設「京都大和の家」が開所される（南稲地区）。
  - 9月1日 - 児童増加に伴い第4学年を学級再編成し、1学級の増加となる。
- 2008年（平成20年）11月 - 特別支援学級「わかば学級」増設に伴う校舎増築工事着工。
- 2009年（平成21年）2月 - 新館竣工（特別支援学級2教室）。
- 2015年（平成27年） - 創立15周年事業として、航空写真撮影。
- 2017年（平成29年）9月1日 - 相楽通級指導教室「精華台教室」開設。

### この節の出典
- 学校沿革（学校ホームページ内）（一部記載除く）

## 児童数

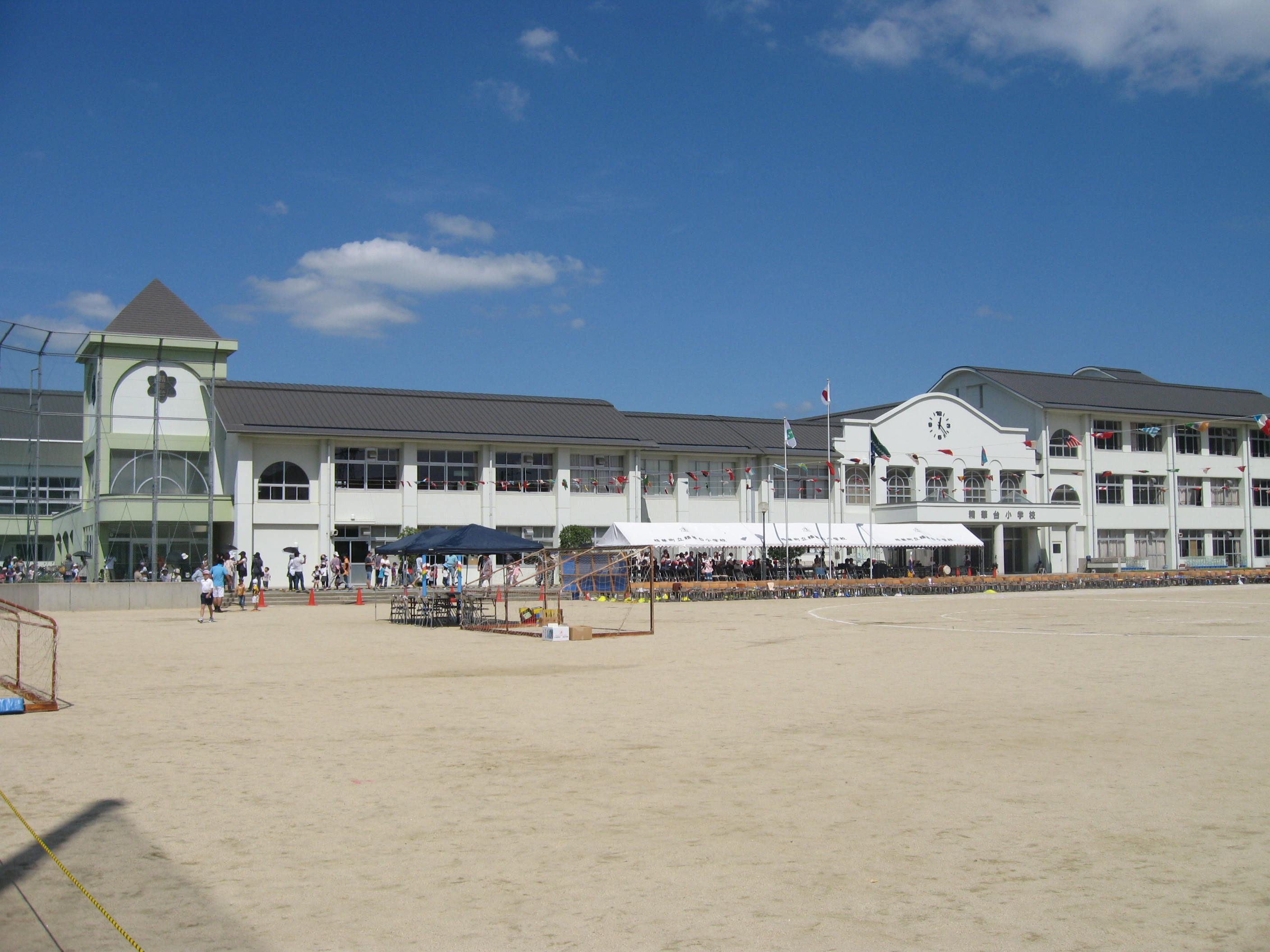
南側（グラウンド）から撮影

現在の児童数
- 950名（2008年9月1日時点）

児童数の変遷
- 2001年-270名
- 2002年-510名
- 2003年-613名
- 2004年-714名
- 2005年-831名

## 主な進学先
- 精華町立精華中学校（うち大字南稲八妻）
- 精華町立精華西中学校（うち精華台、大字植田）

## アクセス
- 精華町コミュニティバス「精華くるりんバス」で、「南条」バス停下車。
- JR片町線祝園駅・近鉄京都線新祝園駅（西口）から、
  - 徒歩約1.4km・約21分。
  - 上述の「精華くるりんバス」で、南条バス停まで5分。

## 通学区域が隣接している学校
- 精華町立川西小学校
- 精華町立東光小学校
- 精華町立山田荘小学校
- 木津川市立木津川台小学校